# Reinhard Jahn (Biologe)
Reinhard Jahn (* 21. Dezember 1950 in Leverkusen) ist ein deutscher Zell- und Neurobiologe. Seit 1997 ist er Direktor am Max-Planck-Institut für biophysikalische Chemie in Göttingen sowie Honorarprofessor an der Universität Göttingen. Vom 1. Dezember 2019 bis zum 31. Dezember 2020 war er übergangsweise Präsident der Universität Göttingen.

## Leben und Wirken
Jahn studierte Biologie und Chemie. An der Universität Göttingen wurde er 1981 promoviert. Nach Forschungs- und Lehraufenthalten an der Yale und der Rockefeller University leitete er seit 1986 eine Nachwuchsgruppe am Max-Planck-Institut für Psychiatrie in München. Fünf Jahre später ging er erneut in die USA als Associate Investigator am Howard Hughes Medical Institute und Professor für Pharmakologie und Zellbiologie an der Yale University. 1997 wurde er Direktor und Wissenschaftliches Mitglied am Max-Planck-Institut für biophysikalische Chemie in Göttingen.
Jahn leistete entscheidende Beiträge zum Verständnis der Membranverschmelzung. Er identifizierte Proteine, welche die Membranverschmelzung vermitteln, und charakterisierte die Struktur und Funktionsweise der molekularen Fusionsmaschinerie. Diese Arbeiten seien nicht nur für die neurobiologische Forschung, sondern für die gesamte Zellbiologie von großer Bedeutung, begründete 2008 die Biophysical Society die Auszeichnung Jahns mit dem Sir-Bernard-Katz-Preis.

## Auszeichnungen und Mitgliedschaften
- 1990: Max-Planck-Forschungspreis
- 1998: European Molecular Biology Organization
- 2000: Leibniz-Preis
- 2004: Mitglied der Leopoldina[3]
- 2006: Ernst Jung-Preis für Medizin
- 2008: Sir-Bernard-Katz-Preis
- 2010: Wissenschaftspreis Niedersachsen in der Kategorie Wissenschaftler an Hochschulen[4]
- 2014: Heinrich-Wieland-Preis
- 2015: Ausländisches Mitglied der National Academy of Sciences
- 2015: Mitglied der Academia Europaea
- 2015: Ordentliches Mitglied der Akademie der Wissenschaften zu Göttingen
- 2016: Communitas-Preis der Max-Planck-Gesellschaft[5]
- 2016: Balzan-Preis[6]

## Schriften (Auswahl)
- Über die Regulation der Amylase-Sekretion in der Ohrspeicheldrüse. Dissertation. Universität Göttingen, 1981.
- S. Takamori, J.-S. Rhee, C. Rosenmund, R. Jahn: Identification of a vesicular glutamate transporter that defines a glutamatergic phenotype in neurons. In: Nature. Band 407, 2000, S. 189–194.
- T. Lang, D. Bruns, D. Wenzel, D. Riedel, P. Holroyd, C. Thiele, R. Jahn: SNAREs are concentrated in cholesterol-dependent clusters that define docking and fusion sites for exocytosis. In: EMBO J. Band 20, 2001, S. 2202–2213.
- D. Fasshauer, W. Antonin, V. Subramaniam, R. Jahn: SNARE assembly and disassembly exhibit a pronounced hysteresis. In: Nature Struct. Biol. Band  9, 2002, S. 144–151.
- C. Graf, D. Riedel, H. D. Schmitt, R. Jahn: Identification of functionally interacting SNAREs using complementary substitutions in the conserved ‘0’ layer. In: Mol. Biol. Cell. Band 16, 2005, S. 2263–2274.
- D. Brandhorst, D. Zwilling, S.O. Rizzoli, U. Lippert, T. Lang, R. Jahn: Homotypic fusion of early endosomes: SNAREs do not determine fusion specificity. In: Proc. Natl. Acad. Sci. USA. Band 103, 2006, S. 2701–2706.